# Opération Carthage (Maroc)
Pour les articles homonymes, voir Opération Carthage.
L'opération Carthage, menée au Maroc, est un exemple d'intoxication de l'Abwehr, le service de renseignement de l'Armée allemande.

## Opération Carthage (Maroc)
L'opération Carthage a été lancée à Vichy par la LVF, avec le concours de l'Abwehr et a été noyautée par le SR d'Alger. Elle a abouti à un retournement forcé d'une équipe d'agitateurs français parachutés dans une ferme du Maroc (Sousse, 16 octobre 1943). Dès leur réception à terre par la police dûment prévenue, le radio est « retourné » de force et commence à transmettre des fausses informations. De temps à autre, la presse locale se faisait l'écho de faux sabotages sur le chemin de fer Maroc-Algérie, de faux attentats contre des détachements alliés et de fausses dissidences dans le Moyen-Atlas.
L'opération durera cinq mois avant que les Allemands ne détectent la supercherie.